# Озимая культура

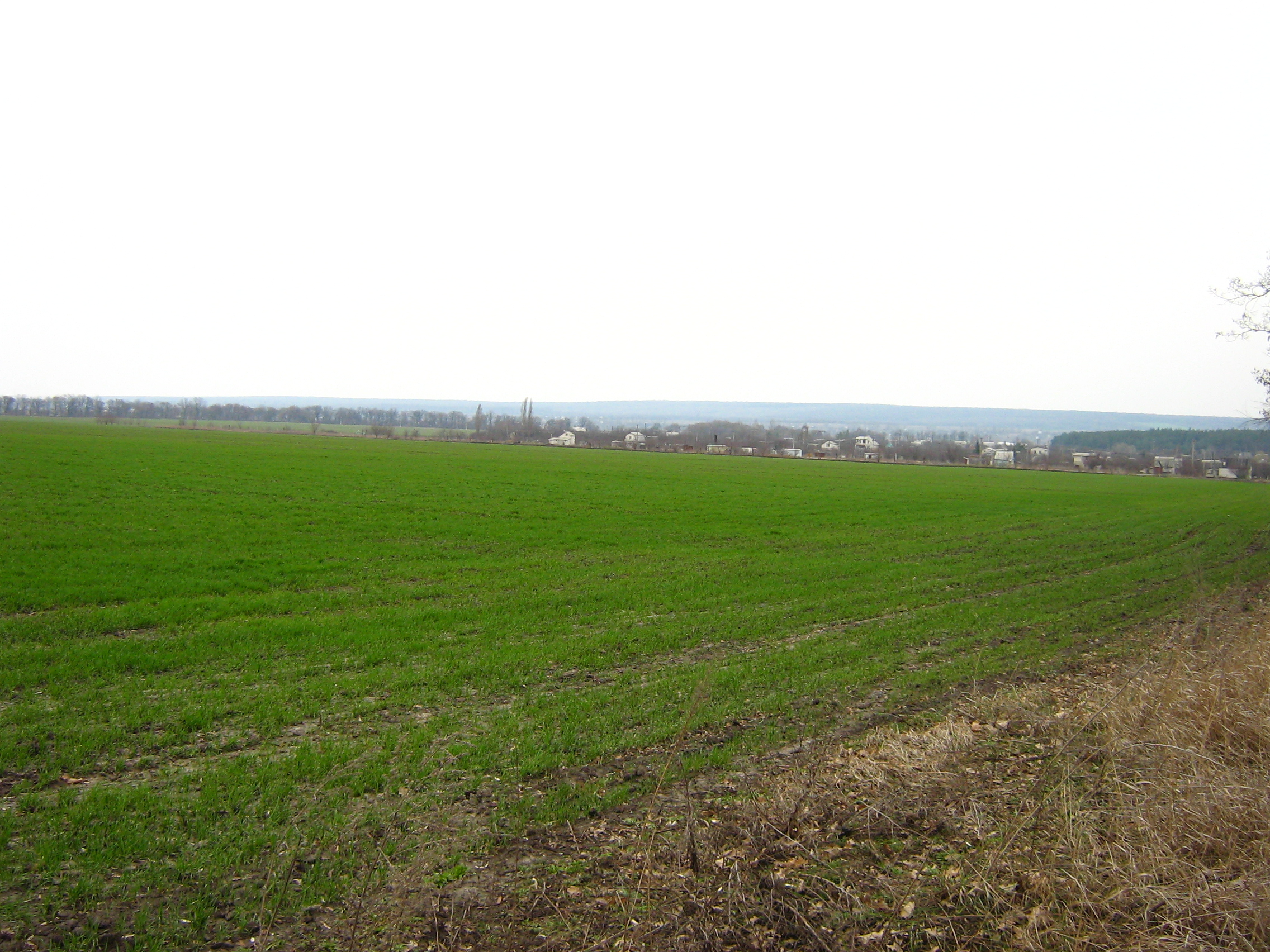
Озимая пшеница ранней весной

Ози́мая культу́ра — форма однолетних сельскохозяйственных зерновых (обычно злаковых), жизненный цикл которой требует перезимовки (от одного до нескольких месяцев) в условиях пониженных температур. Иногда используют аналогичный термин «озимые растения», по отношению к любым растениям, не только сельскохозяйственным, для жизненного цикла которых требуется перезимовка.
Озимые культуры сеют осенью; до наступления зимы они прорастают, а весной продолжают свой жизненный цикл и созревают несколько раньше, чем яровые — однолетние культуры, высеваемые весной. Озимые сорта, как правило, дают более высокий урожай (за счёт использования запасов влаги в почве ранней весной), однако их можно выращивать только в районах с высоким снежным покровом и мягкими зимами. Кроме того, озимые формы более требовательны к почвам, менее засухоустойчивы и во многих случаях обладают худшими хлебопекарными качествами в сравнении с яровыми.

## Физические свойства
При температуре -4° вода (лёд) занимает самый большой объём), что вызывает разрыв живых тканей у неозимых культур. В листьях озимой пшеницы, например, содержится вещество, предотвращающее замерзание воды в клетках даже при минусовой температуре. У озимых растений два разделённых во времени этапа активной вегетации: осенний (45—50 суток) и весенне-летний (от 75 суток на следующий год). Между этими периодами всходы пребывают на зимовке в состоянии покоя.
Озимой формой обладают пшеница, рожь, ячмень и тритикале; во времена применения трёхпольной системы у этих культур существовали также сорта-двуручки — культуры, дающие удовлетворительный результат как при осеннем, так и при весеннем посеве. Существуют озимые рапс, сурепица (культивируется в основном в Германии), рыжик, вика. С применением яровизации принципиально возможен весенний посев озимых культур. У прочих зерновых культур существуют только яровые формы.
К озимым растениям относятся:
- ячмень — озимые сорта
- пшеница — озимые сорта
- тритикале — озимые сорта
- рапс — озимые сорта
- репа — озимые сорта
- рожь — озимые сорта
- зимняя вика

Некоторые двухлетние растения можно выращивать на семена как озимые. Например, в теплом климате, свёклу выращивают на семена путём посева поздней осенью, а уборку урожая проводят следующей осенью.

## Урожайность
Озимые культуры более урожайны, чем яровые. Однако в зоне рискованного земледелия исторически и они давали урожаи, обеспечивающие очень небольшую товарность: сам-три, сам-четыре, то есть на объем посеянного зерна удавалось получить втрое или вчетверо больше, тогда как в более южных районах урожаи составляли сам-6, сам-7. Самой неприхотливой и выносливой к болезням культурой в России была рожь. Хотя и она в дождливое лето могла зарасти «метлой», а в тёплую осень её всходы мог уничтожить червь. При густых посевах рожь иногда сопревала под снегом. В основных районах выращивания озимые культуры урожайнее, чем яровые, потому что лучше используют весенние запасы влаги в почве. Например, средняя урожайность озимой пшеницы в СССР (в 1966—1970) 19,6 ц с 1 га, а яровой — 11,1 ц с 1 га. При посевe в кормовых севооборотах озимая рожь дает ранний зеленый корм. Важное агротехническое и организационно-хозяйственное значение озимых культур: они являются хорошим предшественником для яровых растений и уменьшают напряженность весенних и уборочных полевых работ. В начале 1980-х годов для роста продуктивности сельского хозяйства в СССР стали разрабатываться и к 1986 году внедрены в производство в массовых масштабах интенсивные технологии. В их комплекс включаются отбор и выращивание высокоурожайных сортов; размещение посевов по лучшим предшественникам; высококачественный посевной и посадочный материал; тщательная подготовка почвы и её удобрение минеральными и органическими веществами; регулирование влажностного режима (мелиорация или орошение); применение интегрированной системы защиты растений от болезней, вредителей и сорняков; своевременное и качественное выполнение всех технологических приёмов ухода за посевами и механизированной уборки и обработки урожая.
Применение интенсивных технологий позволило поднять урожайность зерновых колосовых в среднем на 7—8 центнеров с гектара, в частности, довести урожайность озимой пшеницы до 40—60 центнеров с гектара.

## Лидеры производства
По данным Kleffman Group, в 2019 г. общая площадь посевов пшеницы в мире составила 218 млн га, из них 122 млн приходятся на лидеров по посевным площадям.
ТОП-5 лидеров по посевным площадям под пшеницей:
- Индия — 30 млн га;
- Россия — 27 млн га;
- Европейский союз — 26 млн га;
- Китай — 24 млн га;
- США — 15 млн га.

На Китай, Индию и Россию приходится 46 % мирового сбора зерна, соответственно 132 млн т., 102 млн т и 74 млн т зерна.
На внешний рынок в целом поставляется 184 млн т. (+30 млн т или 20 % в 2011—2019 годах). Среди экспортёров лидируют Россия (35 млн т), ЕС(32 млн), США (27,5 млн т), Канада (23 млн т), Украина (20,5 млн т). Максимальный рост экспорта в 2019—2020 году показали Аргентина (+54 %), Россия (+37 %) и США (+26 %).
Максимальную урожайность в 2019 г. показал Египет — 64 ц/га, в странах ЕС и Китая урожайность составила 59 и 55 ц/га. На 4-м месте Узбекистан (49), на 5-м Украина (41). В России средняя урожайность пшеницы составляет 27 ц/га.
Максимальный прирост производства за второе десятилетие XXI века показали Украина (+38 %, до 29 млн т.), Индия (+27 %) и Канада (+22 %).